# Helsingør Skibsværft

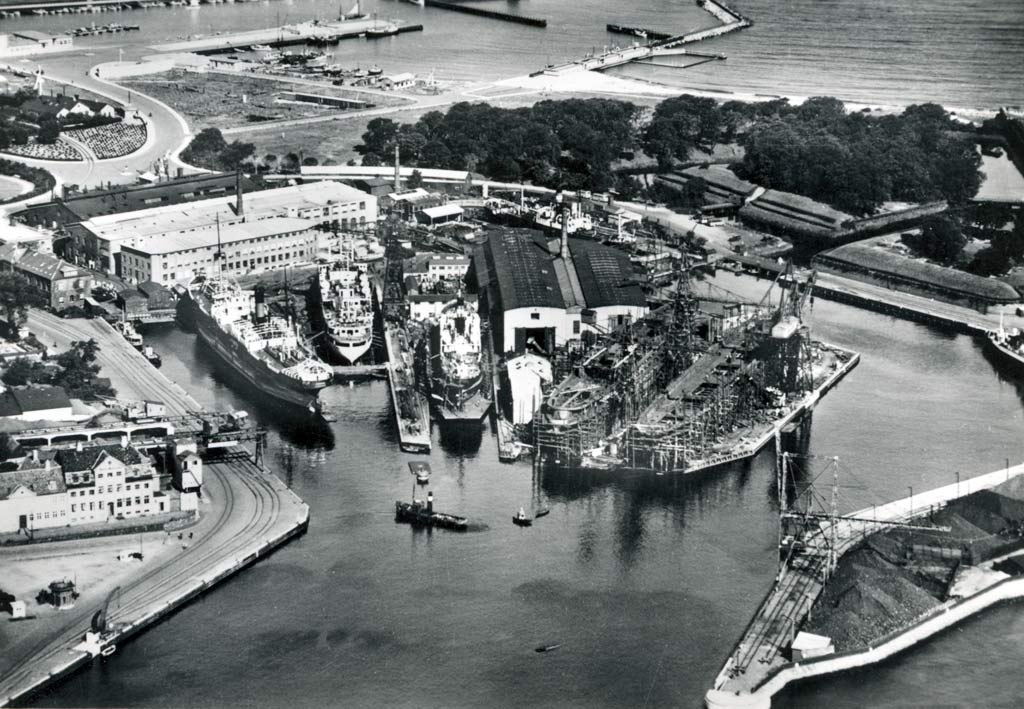
Luftaufnahme der Helsingør Skibsværft og Maskinbyggeri von 1938

Helsingør Skibsværft og Maskinbyggeri A/S war eine dänische Werft, die von 1882 bis 1983 bestand und ihren Sitz in Helsingør hatte. In der Zeit ihres Bestehens entstanden zahlreiche verschiedene Schiffstypen und Schiffsmotoren auf der über Jahrzehnte erfolgreichen Werft. Außer im Spezialschiffsbau, insbesondere im Bau von Fahrgastschiffen, Fähren, Kühl- und Linienfrachtschiffen machte sich das Unternehmen auch in der Konstruktion von Containerschiffen einen Namen. Daneben wurde eine Schiffsreparaturabteilung mit Schwimmdocks bis zu 12.000 Tonnen Tragfähigkeit betrieben. Neben Schiffen fertigte das Unternehmen zwischen 1968 und 1980 zudem Baumaschinen.

## Geschichte

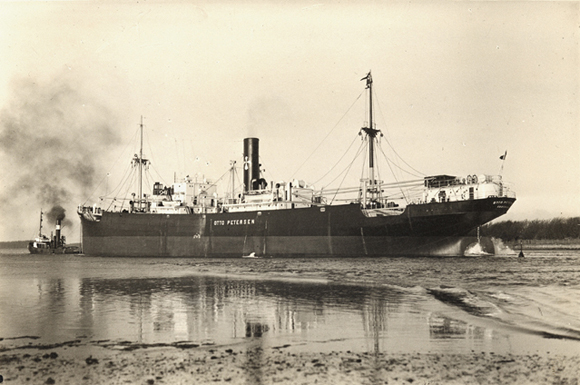
Die 1930 in Helsingør gebaute Otto Petersen

Gegründet wurde die Werft am 1. März 1882 als A/S Helsingør Jærnskibs- og Maskinbyggeri auf Betreiben von Mads Christian Holm, dem Gründer der Rederiet Norden. Er leitete das Unternehmen auch bis zu seinem Tod im Jahr 1892. Das Unternehmen war von Beginn an eine Aktiengesellschaft und als Stahlschiffswerft ausgelegt. 1913 übernahmen Burmeister & Wain und die Reederei DFDS die Anteilsmehrheit am Unternehmen. Nur drei Jahre darauf veräußerte B&W seine Anteile jedoch an die DFDS, die so über die folgenden Jahrzehnte zu einem prägenden Faktor der Werftgeschichte wurde.
Nachdem die Werft schon in den 1920er Jahren mit einer Modernisierung und dem Erkunden neuer Techniken, wie dem Betonschiffbau begann, bezog der Schiffbaubetrieb im Jahr 1933 ein neues großzügigeres Gelände und steigerte die Zahl der Belegschaft auf rund 2500 Mitarbeiter. Ab 1935 bot die Werft Dieselmotoren in Lizenz von B&W an. Der erste dort hergestellte Motor wurde 1937 im Passagierschiff Kronprins Olav eingebaut.
Nach dem Krieg profitierte der Betrieb von der starken Schiffbaukonjunktur dieser Jahre und beschäftigte bis zu 3600 Werftarbeiter. Mitte der 1950er Jahre beschäftigte sich die Werft eine Zeit lang mit der Entwicklung von Gasturbinenschiffen, wobei Grundstein für den Bau und Einbau von Turboladern gelegt wurde. Zur selben Zeit ging die Werft beim Zusammenbau der Schiffskörper vom Nieten zum Schweißen über. 1957 übernahm man die Anteilsmehrheit am Mitbewerber Aarhus Flydedok und gliederte dessen Werft in Aarhus als Tochtergesellschaft in das Unternehmen ein.
1964 ging die Aktienmehrheit an die Reedereien J. Lauritzen und DFDS. Vier Jahre darauf wurden die Werften in Helsingør, Ålborg und Frederikshavn unter dem Dach der Muttergesellschaft DAN-Værft A/S zusammengefasst.
Im Jahre 1967 entwickelte der Ingenieur Ebbe Finderup einen Hydraulikbagger mit Kettenlaufwerk in der Werft. Es handelte sich dabei um den ersten vollhydraulischen Bagger Dänemarks. 1968 startete das Unternehmen die Produktion des als HSM-G6 bezeichneten Hydraulikbaggers mit einem Gewicht von 13,5 Tonnen und einer Leistung von 95 PS. In den Folgejahren wurden noch weitere Motorvarianten mit mehr Leistung (HSM-G8 und HSM-HG12) und ein Radbagger (HSM G6H) angeboten. 1969 widmete sich die Werft auch der Herstellung eines Muldenkippers. Der HSM-D15 verfügte über eine Knicklenkung und fasste etwa 15 Kubikmeter Aushub. Eingebaut waren Motoren von General Motors, Cummins und Leyland, die 238 PS leisteten und den Muldenkipper auf bis zu 50 km/h beschleunigten.
Auch unter der Dachgesellschaft konnte die ab Mitte der 1970er Jahre aufziehende Schiffbaukrise nicht abgewehrt werden. Es begann ein zunächst langsamer Niedergang der Werft, in dem 1976 auch der Werftverbund mit der Aarhus Flydedok aufgelöst wurde. Ab 1980 schrieb die Werft kontinuierlich rote Zahlen. Im gleichen Jahr wurde entschieden, die Baumaschinensparte an die Firma Bay & Vinding, die wenig später allerdings Konkurs anmeldete, zu verkaufen. 1983 ging die Werft nach Ablieferung der saudi-arabischen Königsjacht Prince Abdulaziz schließlich in Konkurs. Lediglich die in Frederikshavn als HV-Turbo firmierende Reparaturabteilung konnte mit verkleinertem Personalstamm wiedereröffnet werden.
2010 eröffnete nach zweijähriger Bauzeit in den ehemaligen Werftgebäuden im Hafen von Helsingør die Kulturværftet, die heute das Kulturzentrum der Helsingør Kommune beheimatet. In ihr befindet sich auch ein Werftmuseum, in dem die Geschichte der Werft dokumentiert wird.